# Indizierfahrt
Indizierfahrt bezeichnet einen Vorgang, bei dem an Dampflokomotiven das Zusammenspiel der mechanischen Komponenten des Antriebs und des Fahrwerks in Bewegung untersucht und eingestellt wird. Diese Untersuchung erfolgt im Betrieb nach Hauptuntersuchungen (Schwere Instandhaltung) oder seltener bei generellen Inspektionen einzelner Maschinen. Im Rahmen von Entwicklungsarbeiten dienen Indizierfahrten der Kontrolle und Optimierung von Parametern nach mechanischen Änderungen.
Im Grundanliegen der Indizierung von Dampfmaschinen geht es um die Dampfverteilung bei doppelt wirkenden Verbundzylindern und damit um eine energetische Optimierung und optimale Nutzung des technisch vorgegebenen Wirkungsgrades. Dies wird mit einer Justierung der Schieber erreicht, die die Ein- und Ausströmzeiten des Dampfes im Kolbenraum steuern. Bei Dampflokomotiven werden mit Hilfe der Messungen der Indizierfahrt zusätzlich noch Justierungen der Zylinder oder der Treibstangen untereinander vorgenommen, um Toleranzen der Fertigung und Montage auszugleichen.
Nach einer Indizierfahrt werden anhand der Messergebnisse die Schieberstangen jedes Zylinders justiert. Die Wirkung dieser Einstellung kann fallweise bei einer weiteren Indizierfahrt überprüft werden. Lange Zeit bis zum Ende des planmäßigen Einsatzes nutzte man auf die Schieberkästen aufgesetzte mechanische Indiziergeräte. Erst mit der Entwicklung moderner elektronischer Mess- und Rechentechnik wurden Indiziergeräte entwickelt, die eine exakte zahlenmäßige Erfassung der Dampfdruckverhältnisse an mehreren Messstellen gleichzeitig sowie eine simultane Kontrolle des Betriebsverhaltens schon während der Indizierfahrt ermöglichen. Die elektronischen Indiziergeräte sind eine große Hilfe bei der Instandhaltung des verbliebenen musealen Fahrzeugparkes.
Das Ziel einer Indizierfahrt wurde erreicht, wenn nach der Korrektur der Schiebereinstellungen bei der folgenden Lastprobefahrt ein gleichmäßiger Lauf erreicht wird. Das kann man auch akustisch anhand gleichmäßiger Auspuffschläge wahrnehmen. Bei schlechter Abstimmung kann man mit etwas Erfahrung die Anzahl der Zylinder heraushören.
Die durch die Indizierung beeinflussten Parameter der effektiven Leistung und der Zugkraft der Maschine werden bei normalen betrieblichen Indizierfahrten nicht ermittelt.